# Moreleigh
Moreleigh lub Morley – wieś w Anglii, w Devon, w dystrykcie South Hams, w civil parish Halwell and Moreleigh. W 1961 wieś liczyła 102 mieszkańców. Moreleigh jest wspomniana w Domesday Book (1086) jako Morlei/Morleia